# الخطوط الجوية البريطانية الرحلة 9
24 يونيو 1982:أقلعت رحلة الخطوط الجوية البريطانية رقم 9 من طراز بوينغ 747-400 من لندن إلي بيرث عبر مومباي وكوالالمبور وكانت الطائرة في الأجواء الإندونيسية وكان علي متنها 263 راكبا و11 من أفراد الطاقم وعند موعد القيلولة نام الركاب وبعض أفراد الطاقم وكان الطيار في دورة المياه ورأي مساعد الطيار ومهندس الرحلة نجمات ضوئية زرقاء صغيرة وكثيفة في مقدمة مقصورة القيادة (خارج الطائرة) وأشتعلت المحركات الأربعة وأصبحت الطائرة الضخمة المحلقة بالمحركات الأربعة طائرة شراعية تزن 100 طن وتمكن الكابتن ومساعده بهبوط أضطراري ناجح في مطار جاكرتا بإندونيسيا 